# هنري فرانكلين
هنري فرانكلين (30 يونيو 1901 في المملكة المتحدة - 25 مايو 1985 في المملكة المتحدة) (بالإنجليزية: Henry Franklin)‏ هو أستاذ مدرسة ولاعب كريكت بريطاني (وحمل سابقاً جنسية المملكة المتحدة لبريطانيا العظمى وأيرلندا). لعب مع نادي مقاطعة ساسكس للكريكت ‏.

## وصلات خارجية
- هنري فرانكلين على موقع إي آس بي آن كريك إنفو (الإنجليزية)